# Brummkreisel

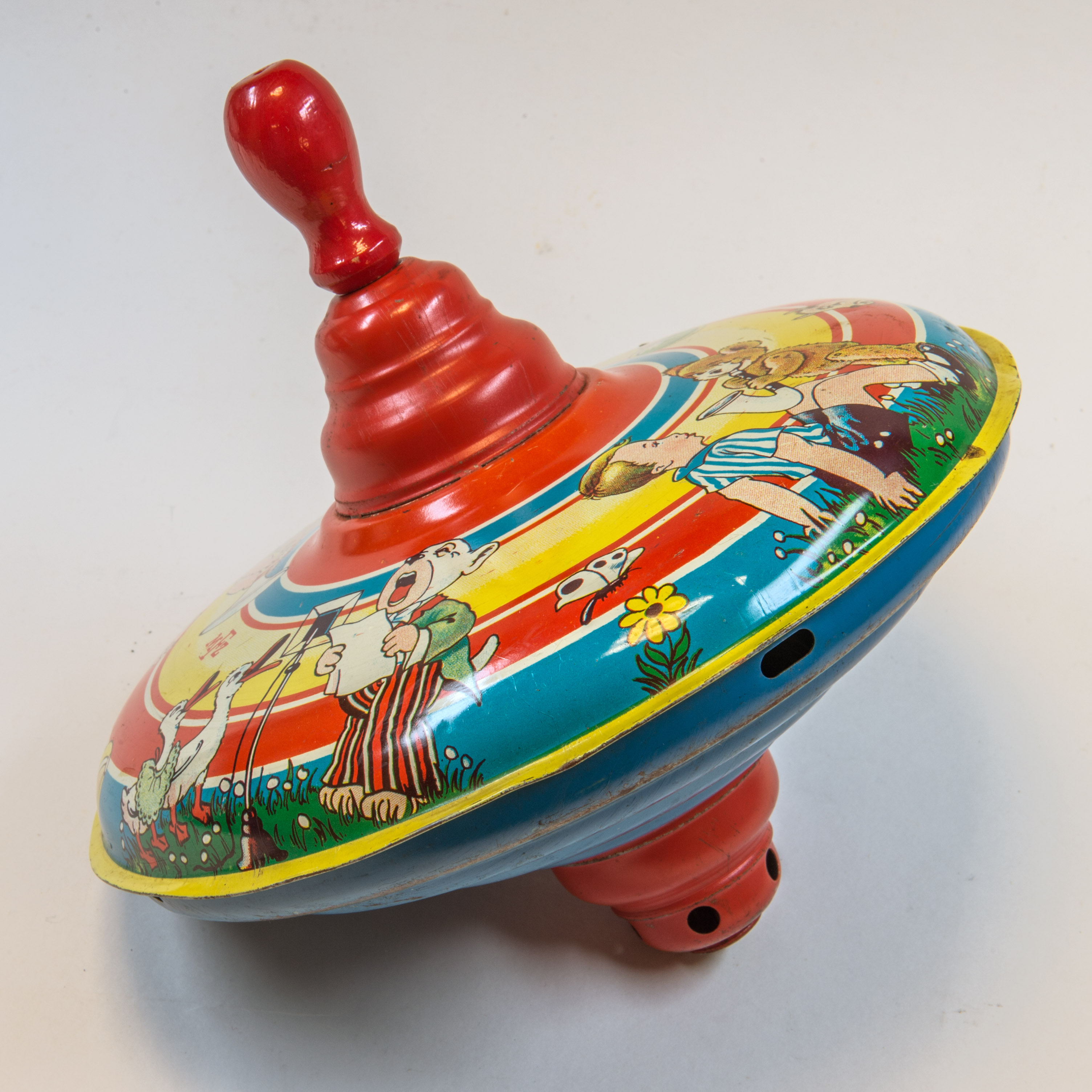
Brummkreisel

Der Brummkreisel ist ein nostalgisches Blechspielzeug, das bei der Rotation um die eigene Achse einen summenden Ton produziert. Der Kreisel wurde vom Nürnberger Wilhelm Simon erfunden. Am 11. September 1879 erhielt er in Berlin die Patenturkunde für einen durch Pumpen mit integrierter Metallstange eine säuselnde Melodie produzierenden Brummkreisel. Die seit 1880 bestehende Firma Lorenz Bolz in Zirndorf patentierte 1913 die Drillstange. Mit dieser Erfindung wurde der klassische Schnurkreisel abgelöst.
Ein Metallstab mit Holzgriff (heute meist aus Plastik), um den sich wie bei einer Schraube wendelförmig Rillen winden, wird in den Kreisel gedrückt. Dabei greift der Greifer in die Aussparungen im Kreiselkopf. Das Gewinde dreht den Kreisel, der sich auch dann weiter dreht, wenn man die Schraubenspindel wieder anhebt, da sich dabei ein Freilauf bildet.
Durch erneutes Pumpen wird der Kreisel beschleunigt, und je schneller er sich dreht, desto lauter „singt“ er. Dies wird durch kleine Einschnitte ermöglicht, die dort, wo der Blechkörper des Kreisels am größten ist, angebracht sind. Sobald der Kreisel rotiert, wird Luft durch diese Anblaskanten entsprechend einer Gefäßflöte periodisch unterbrochen und die schwingende Luft wird in den Resonanzraum im Innern geleitet. Die an diesen Löchern angebrachten kleinen Metallzungen vibrieren durch den Luftstrom zusätzlich und lassen den Kreisel summen.
Brummkreisel sind traditionell in einzelnen Regionen auf allen Kontinenten verbreitet.
Es gibt verschiedene Kreisel wie die Choralkreisel, in denen, ähnlich einer Mundharmonika, Stimmzungen mit unterschiedlicher Tonlage angebracht sind. Eine locker aufliegende Pappscheibe, die mit Schlitzen versehen ist, gibt durch die Drehung mit dem Untersetzungsgetriebe wechselweise Stimmzungen frei. Ein solcher Choralkreisel kann bis zu 20 verschiedene Töne erzeugen und einfache Kinderlieder spielen. Erfunden wurde diese Art Kreisel ebenfalls von der Firma Lorenz Bolz. Das Untersetzungsgetriebe wurde von Bolz 1937 patentiert.